# Campeonato Uruguaio de Futebol de 1937
O Campeonato Uruguaio de Futebol de 1937 foi a 6ª edição da era profissional do Campeonato Uruguaio. O torneio consistiu em uma competição com dois turnos, no sistema de todos contra todos. O campeão foi o Peñarol.

## Classificação[2]
| Pos | Equipe               | Pts | J  | V  | E | D  | GP | GC | SG  |
| --- | -------------------- | --- | -- | -- | - | -- | -- | -- | --- |
| 1°  | Peñarol              | 29  | 18 | 14 | 1 | 3  | 53 | 18 | 45  |
| 2°  | Nacional             | 28  | 18 | 11 | 6 | 1  | 35 | 19 | 16  |
| 3°  | Montevideo Wanderers | 21  | 18 | 9  | 3 | 6  | 33 | 22 | 11  |
| 4°  | River Plate          | 20  | 18 | 8  | 4 | 6  | 36 | 35 | 1   |
| 5°  | Rampla Juniors       | 18  | 18 | 6  | 6 | 6  | 34 | 32 | 2   |
| 6°  | Central              | 14  | 18 | 5  | 4 | 9  | 29 | 37 | -8  |
| 7°  | Racing               | 14  | 18 | 5  | 4 | 9  | 25 | 38 | -13 |
| 8°  | Bella Vista          | 13  | 18 | 4  | 5 | 9  | 29 | 36 | -7  |
| 9°  | Sud América          | 13  | 18 | 4  | 5 | 9  | 24 | 37 | -13 |
| 10° | Defensor             | 10  | 18 | 4  | 2 | 12 | 30 | 54 | -24 |

|  | Campeão.                                   |
|  | Disputam os playoffs de acesso e descenso. |

## Playoffs
Racing, pior da temporada de 1936 e Defensor, pior desta temporada, jogaram uma partida única para definir quem disputaria a promoção contra o Liverpool, campeão da Liga Intermediária de 1937.

### Primeiroplayoff
| {{{data}}} | Defensor | 4 – 1  | Racing | Montevidéu |
|            |          | data = |        |            |

#### Playoffsde acesso e descenso
| {{{data}}} | Liverpool | 4 – 1  | Racing | Montevidéu |
|            |           | data = |        |            |

| {{{data}}} | Racing | 4 – 1  | Liverpool | Montevidéu |
|            |        | data = |           |            |

| {{{data}}} | Liverpool | 1 – 0  | Racing | Montevidéu |
|            |           | data = |        |            |

Liverpool promovido. Racing foi autorizado a permanecer na Primeira Divisão.
| Campeonato Uruguaio de 1937  |
| ---------------------------- |
| Peñarol Campeão (15º título) |